# Augusto Azzaroli
Augusto Azzaroli (Bologna, 28 settembre 1921 – Firenze, 20 luglio 2015) è stato un paleontologo italiano.
Fu tra i maggiori studiosi di paleontologia dei vertebrati in Italia; i suoi principali campi di interesse furono i mammiferi fossili quaternari (in particolare gli equidi), la micropaleontologia e la geologia regionale. Negli anni ’60 riorganizzò le collezioni paleontologiche dell'Ateneo di Firenze, ricoprendo la carica di direttore del Museo di Geologia e Paleontologia, che poi divenne una sezione del Museo di Storia Naturale. Dopo aver insegnato a Bari, nel 1961 Azzaroli divenne professore ordinario di paleontologia presso la facoltà di Scienze matematiche, fisiche e naturali di Firenze; fino al 1996 insegnò nell'istituto. Nella sua lunga carriera scientifica compì fondamentali studi sui mammiferi fossili quaternari. Nel 1971-1972 fu tra gli organizzatori (con Giancarlo Ligabue, Giovanni Pinna, Philippe Taquet) di una missione cofinanziata da CNR e Fondazione Ligabue nel deserto del Tenerè (Sahara nigeriano) che portò alla ricognizione del giacimento a dinosauri di Gadoufaoua.
L'11 aprile 1984 divenne socio dell'Accademia delle scienze di Torino.

## Opere
- Azzaroli A. & Cita M.B. (1963). Geologia Stratigrafica. Volume 1. 262 pp. Cisalpino Goliardica, Milano.
- Azzaroli A. & Cita M.B. (1963). Geologia Stratigrafica. Volume 2. 353 pp. La Goliardica, Milano.
- Azzaroli A. & Cita M.B. (1967). Geologia Stratigrafica. Volume 3. 405 pp. La Goliardica, Milano.
- Azzaroli A. (1971). Paleontologia dei Vertebrati. 122 pp. CLUSF, Firenze.
- Azzaroli A. (1990). Lezioni di paleontologia dei Vertebrati. 375 pp. Pitagora, Bologna.